# شبکه غذایی

یک شبکه غذایی آبزیان آب شیرین. فلش‌های آبی یک زنجیره غذایی کامل را نشان می‌دهد (جلبک → دافنی → سنگدان → باس بزرگ → حواصیل آبی بزرگ)

شبکه غذایی (به انگلیسی: Food web)، پیوند طبیعی زنجیره‌های غذایی و نمایش گرافیکی آنچه در یک جامعه زیست‌محیطی چه چیزی می‌خورد، است. نام دیگر شبکه غذا، سیستم برهم‌کنش مصرف‌کننده-منبع است. بوم‌شناسان به‌طور کلی می‌توانند همه شکل‌های حیات را به یکی از دو دسته با نام سطح پروردگی (تغذیه‌ای) تقسیم کنند: ۱) خودپروردگی و ۲) دگرپروردگی. خودپروده‌ها برای حفظ بدن خود، رشد، توسعه و تکثیر، مواد آلی را از مواد معدنی، از جمله کانی‌ها و گازهایی مانند دی‌اکسید کربن، تولید می‌کنند. این واکنش‌های شیمیایی به انرژی نیاز دارند که عمدتاً از خورشید و عمدتاً از طریق فتوسنتز به دست می‌آیند، اگرچه مقدار بسیار کمی از برق‌زایی زیستی در تالاب‌ها، و اهداکنندگان الکترون معدنی در چاه‌های گرمابی و چشمه‌های آب گرم به دست می‌آید. این سطوح تغذیه‌ای دوتایی نیستند، اما شیبی را تشکیل می‌دهند که شامل خودپرورده‌های کامل است که تنها منبع کربن خود را از جو به دست می‌آورند، آمیزه‌پرورده‌ها (مانند گیاهان گوشت‌خوار)، که جانداران خودپرورده هستند که تا حدی ماده آلی را از منابعی به‌جز جو به دست می‌آورند و درپرورده‌های کاملی که برای به دست آوردن مواد آلی باید تغذیه شوند.

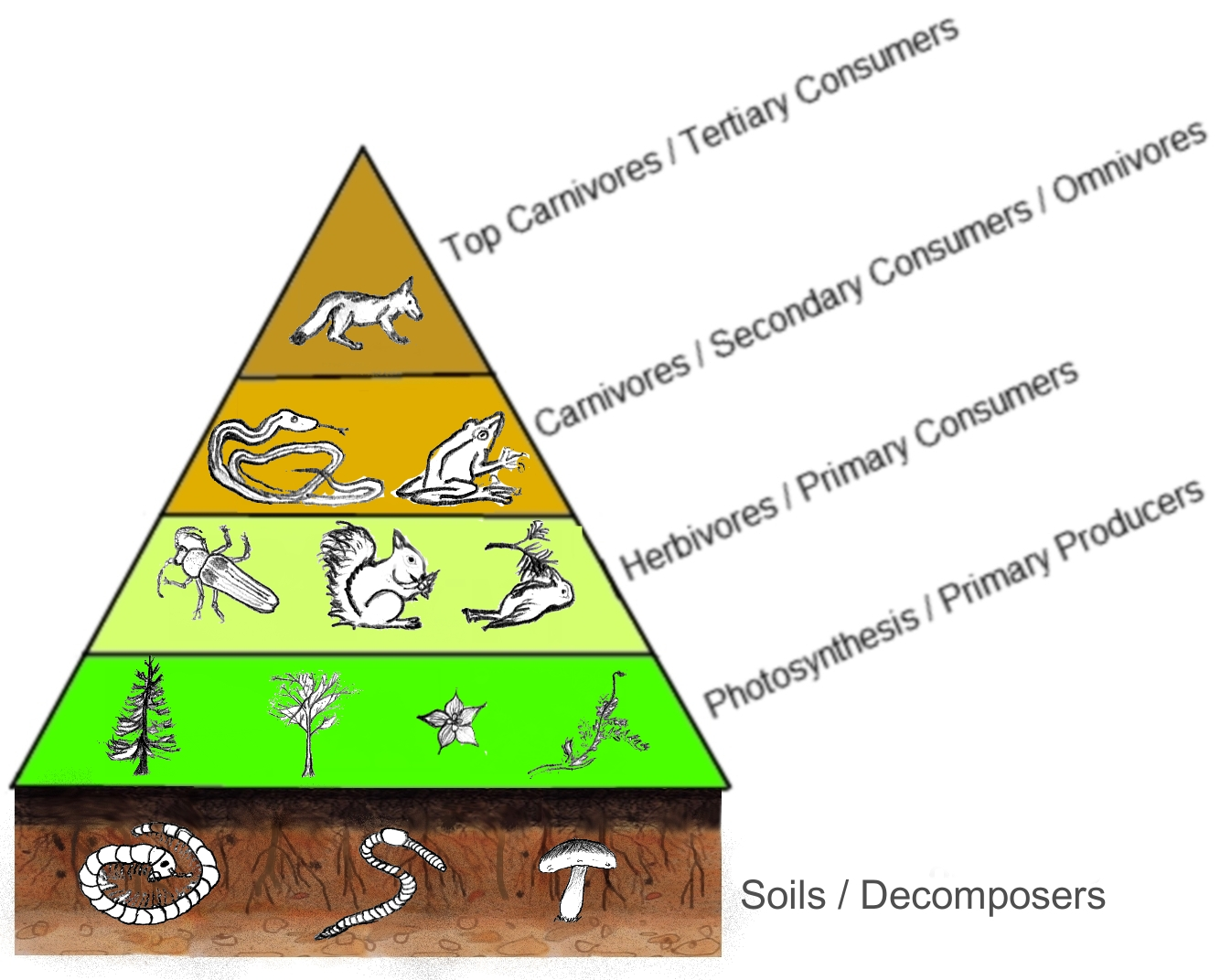
هرم چهار سطحی پروردگی (تغذیه‌ای) که روی لایه‌ای از خاک و جامعه تجزیه‌کننده‌های آن قرار دارد.

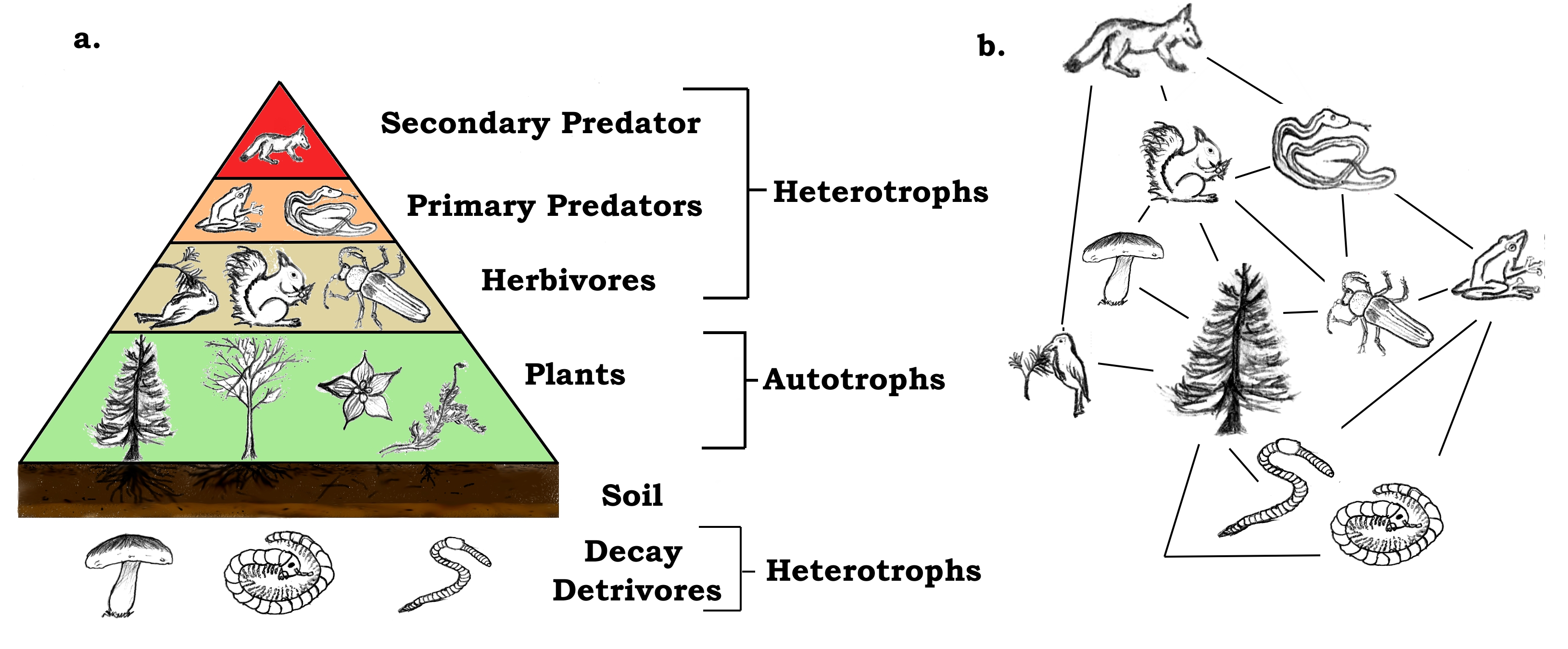
یک هرم پروردگی (الف) و یک شبکه غذایی جامعه ساده شده (ب) که روابط بوم‌شناختی بین جاندارانی را نشان می‌دهد که نمونه‌ای از اکوسیستم زمینی جنگل‌های شمالی هستند. هرم تغذیه‌ای تقریباً زیست‌توده (معمولاً به عنوان وزن خشک کل اندازه‌گیری می‌شود) را در هر سطح نشان می‌دهد. گیاهان عموماً بیشترین زیست‌توده را دارند. نام دسته‌های تغذیه‌ای در سمت راست هرم نشان داده شده‌است. برخی از اکوسیستم‌ها، مانند بسیاری از تالاب‌ها، به عنوان یک هرم سخت سازماندهی نمی‌شوند، زیرا گیاهان آبزی به اندازه گیاهان خشکی با عمر طولانی مانند درختان زایا نیستند. هرم‌های تغذیه‌ای زیست‌محیطی معمولاً یکی از سه نوع هستند: ۱) هرم اعداد، ۲) هرم زیست‌توده، یا ۳) هرم انرژی.

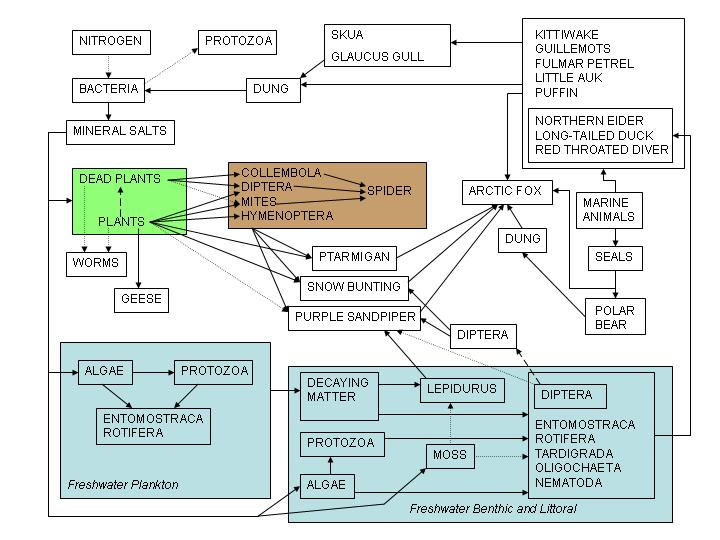
شبکه غذایی ویکتور سامرهایس و چارلز التون در سال ۱۹۲۳ از جزیره خرس (فلش‌ها به موجودی اشاره می‌کنند که توسط جاندار دیگری مصرف می‌شود).